# WASP-13b
WASP-13b (Cruinlagh) – planeta pozasłoneczna typu gorący jowisz orbitująca wokół gwiazdy WASP-13. Planeta została odkryta w 2008 w ramach programu SuperWASP. Jej masa to około 0,485 MJ, a jej promień wynosi ok. 1,365 RJ. Niska masa planety spowodowana jest najprawdopodobniej całkowitym brakiem jądra lub jego bardzo małą masą.
Planeta okrąża swoją gwiazdę w odległości 0,05 au (5% odległości Ziemi od Słońca) co 4,35 dnia. Odkrycia planety dokonano po kilkukrotnych obserwacjach gwiazdy w latach 2006–2009. Analiza zebranych danych dotyczących prędkości radialnej gwiazdy pozwoliły na odkrycie planety, która otrzymała oznaczenie WASP-13b, odkrycie zostało opublikowane 7 kwietnia 2009. WASP-13b jest planetą o piątej najniższej gęstości (według danych z 2011, po Kepler-7b, WASP-17b, TrES-4 b i COROT-5b).

## Odkrycie
Pomiędzy 27 listopada 2006 a 1 kwietnia 2007 w Obserwatorium Roque de los Muchachos, w ramach programu SuperWASP, zrobiono 3229 zdjęć gwiazdy, dzięki którym ustalono, że na orbicie wokół gwiazdy znajduje się obiekt regularnie tranzytujący przed jej tarczą. Dodatkowych pomiarów fotometrycznych dokonano przez James Gregory Telescope w Szkocji. Zrobiono 1047 zdjęć gwiazdy, z czego 20 zostało odrzuconych z powodu zachmurzenia. Korzystając z krzywej blasku pobliskiej gwiazdy HD 80408, która służyła jako punkt odniesienia, astronomowie stworzyli krzywą blasku WASP-13 pokazującą, że gwiazdę okrąża planeta.
Widmo optyczne gwiazdy zostało zbadane przy użyciu SOPHIE échelle spectrograph z francuskiego obserwatorium Observatoire de Haute-Provence. Znajomość krzywej blasku i dokładnego widma optycznego gwiazdy pozwoliły na określenie jej prędkości radialnej. Dodatkowe pomiary widma optycznego, dokonane przy pomocy Fibre-Fed Echelle Spectrograph z Nordic Optical Telescope, pozwoliły na dokładne określenie charakterystyki fizycznej gwiazdy WASP-13. Znane wymiary i masa gwiazdy pozwoliły na dokładniejsze określenie wymiarów i masy planety.
Odkrycie WASP-13b zostało ogłoszone przez Europejskie Obserwatorium Południowe 19 maja 2009 w „Astronomy and Astrophysics”, a informacja o odkryciu planety została przesłana do publikacji 7 kwietnia 2009.

## Nazwa
Planeta ma nazwę własną Cruinlagh, co oznazca „orbitować” w języku manx używanym na brytyjskiej Wyspie Man. Nazwa została wyłoniona w konkursie zorganizowanym w 2019 roku przez Międzynarodową Unię Astronomiczną w ramach stulecia istnienia organizacji. Uczestnicy z Wielkiej Brytanii mogli wybrać nazwę dla tej planety. Spośród nadesłanych propozycji zwyciężyła nazwa Cruinlagh dla planety i Gloas („świecić”) dla gwiazdy.